# Козаревац
Козаревац је насељено место у саставу општине Клоштар Подравски у Копривничко-крижевачкој жупанији, Република Хрватска.

## Историја
До територијалне реорганизације у Хрватској налазио се у саставу старе општине Ђурђевац.

## Становништво
На попису становништва 2011. године, Козаревац је имао 560 становника.

## Попис1991.
На попису становништва 1991. године, насељено место Козаревац је имало 711 становника, следећег националног састава:
| Попис 1991.‍ | Попис 1991.‍ | Попис 1991.‍ | Попис 1991.‍ | Попис 1991.‍ |
| ----------- | ----------- | ----------- | ----------- | ----------- |
|             |             |             |             |             |
| Хрвати      | Хрвати      |             | 702         | 98,73%      |
| Немци       | Немци       |             | 3           | 0,42%       |
| остали      | остали      |             | 2           | 0,28%       |
| непознато   | непознато   |             | 4           | 0,56%       |
| укупно: 711 |             |             |             |             |